# Yidu
Yidu (en chino, 宜都; pinyin, Yídū) es un municipio bajo la administración directa de la Prefectura Yichang. Se ubica al este de la provincia de Hubei, sur de la República Popular China. Su área es de 1352 km² y su población total para 2010 superó los 380 mil habitantes. 

## Administración
El municipio de Yidu se divide en 10 pueblos que se administran en 1 subdistritos, 8 poblados y 1 villa étnica.

## Toponimia
El topónimo Yidu se compone de los sinogramas Yi (ideal) y Du (gran ciudad). 
En el año 210 AD, durante la dinastía Han, Liu Bei cambió el nombre de Linjiang (临江) a Yidu. Su nombre proviene de la frase; "[lugar] ideal para establecer una gran ciudad"  (宜于建都 Yíyú jiàn Dū) lo que refleja la importancia de Yidu como centro de poder político y logístico de la antigua China.